# サムラージャ・ラクシュミー・デビー
サムラージャ・ラクシュミー・デビー（Samrajya Lakshmi Devi, 1814年頃 - 1841年10月16日）は、ネパール王国の君主ラジェンドラ・ビクラム・シャハの第一正妃。

## 生涯
1824年2月5日、ネパール王ラジェンドラ・ビクラム・シャハと結婚し、第一正妃なった。王との間には3男をもうけた。
1837年、王妃はビムセン・タパに殺害されたダモダル・パンデの息子ラナ・ジャンガ・パンデを取り立てて、パンデ一族にかけられた罪を許し、財産を返還した。そして、ビムセンにとどめの一撃を刺すため、デベンドラ王子毒殺事件を蒸し返して投獄し、自殺に追い込んだ。
王妃はラジェンドラ王を退位させ、自分の息子スレンドラを新王にしようとしたが、王が応じなかった。怒った王妃は王宮を出、王もまたそれを追いかけたため、ランガ・ナート・パウデル、次いでプシュカル・シャハらは相次いで執権を辞任した。
その後、ラナ・ジャンガが執権となったが1840年に罷免、ファッテ・ジャンガにとってかわられ、王も退位しなかった。そのため、王はラナ・ジャンガが罷免されたことに抗議し、王宮を出てヴァーラーナシーへ向かったが、イギリスによって入国を拒否された。
1841年10月6日、王妃は途中のヘタウダでマラリヤのため死去した。王妃の死後、第二正妃のラージャ・ラクシュミー・デビーが権力の中心となった。